# James Moulton Burfield

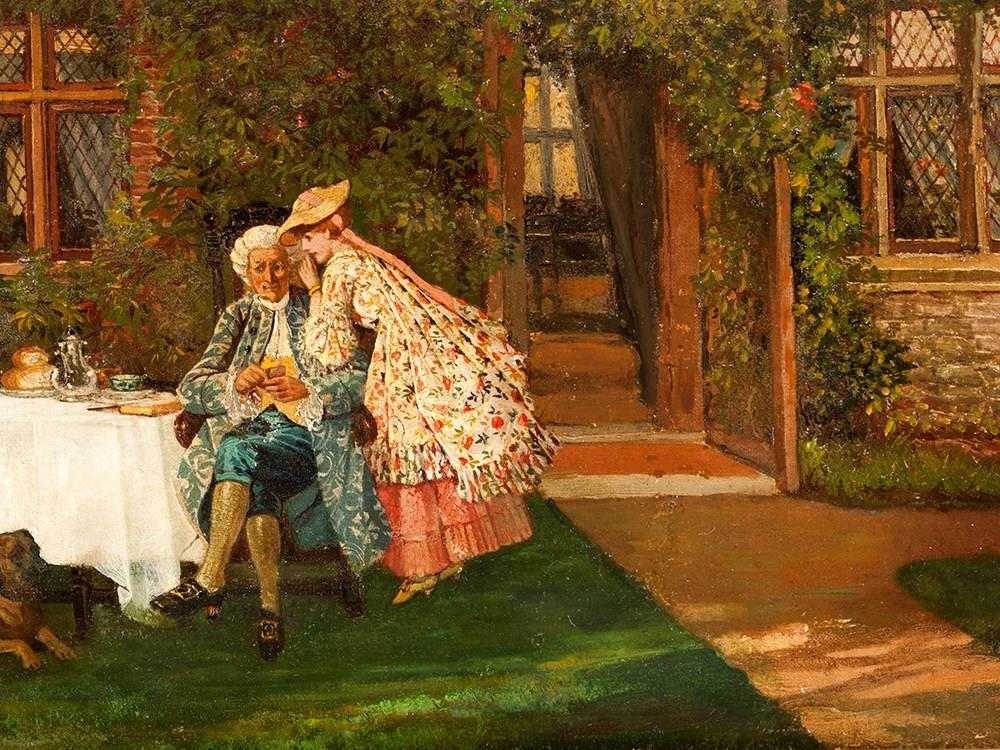
Gallant scene (Galante Szene)

James Moulton Burfield (* 1845 in Hastings, East Sussex; † 8. Mai 1888 in Sussex) war ein englischer Genremaler des Neorokoko.

## Leben
Burfield, Sohn des Kohlenhändlers, Brauerei- und Schiffbesitzers Thomas James Breeds Burfield (1810–1865) und dessen Ehefrau Kate, geborene Letterman (1809–1887), wurde am 4. September 1845 in Hastings getauft. Er lebte als Genremaler in London, wo er 1865 in der British Institution und zwischen 1869 und 1883 wiederholt in der Royal Academy of Arts ausstellte. Burfield spezialisierte sich auf Darstellungen höfischer Szenen aus der Zeit des Rokoko. Er lebte längere Zeit in Düsseldorf, wo er in den 1870er Jahren ausstellte, etwa im Salon von Bismeyer & Kraus. Auf seinen Landsmann Walter Dendy Sadler, der ebenfalls in Düsseldorf wirkte, hatte er prägenden Einfluss.